# Eze

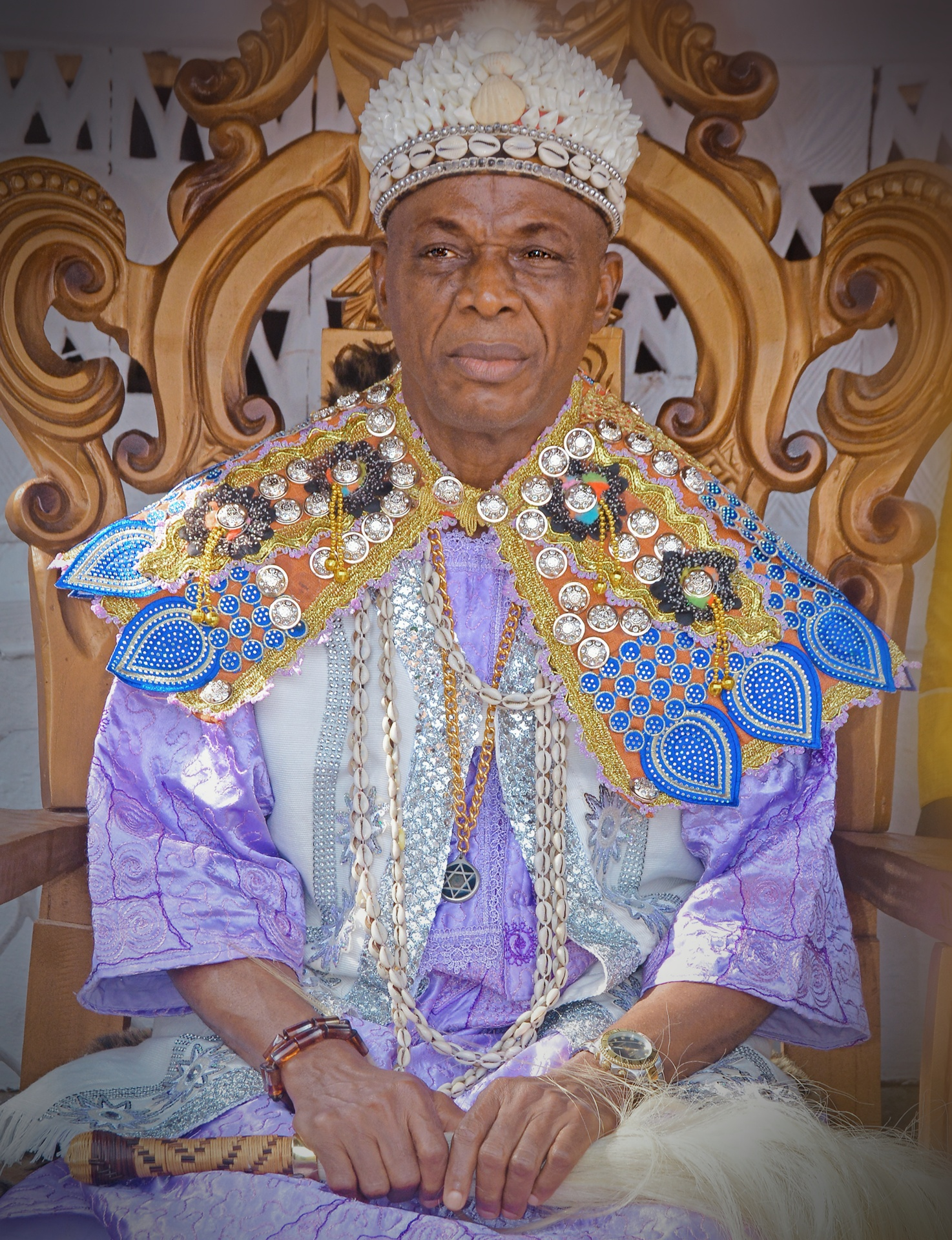
Foto del Eze Chukwuemeka Eri, Gobernante Tradicional de Enugwu Aguleri (en Igbolandia, Nigeria), con sus insignias reales.

Eze (pronunciado /ézè/) es la denominación igbo para un rey. Los igbos utilizan palabras como igwe y obi, entre otras, como títulos de respeto y homenaje al Eze. Igwe se deriva de la palabra igbo igwekala o eluigwekala, «el cielo sobre el cielo es más alto [o más grande] que la tierra», lo que sugiere que el Eze es superior al pueblo llano. En cambio, obi generalmente se refiere al espacio donde se reciben a las visitas en una granja o rancho igbo. Cuando se usa como título de respeto, obi significa: «el que se sienta en la casa del trono o en el corazón del Reino». La mujer de un Eze es llamada Lólọ ('reina').
En la tradición y la cultura igbo, el Eze es normalmente un monarca absoluto asesorado por un consejo de jefes o ancianos a quienes nombra en función de su buena reputación dentro de la comunidad. Un dicho popular en igbo es Igbo enwe eze, que se traduce como «los igbo no tienen rey». Sin embargo, este dicho popular no captura la complejidad de las sociedades igbo, las cuales han sido investigadas desde un punto de vista antropológico, sociológico y político. En muchos sentidos, es un comentario sobre un desprecio cultural por la autoridad y la nacionalidad como se vio en la preparación y las secuelas de la Guerra Civil de Biafra.
El pueblo igbo tenía y sigue teniendo órganos de gobierno de líderes reales y políticos en los que un individuo puede ser reconocido por toda la sociedad como primus inter pares, es decir, el primero entre iguales. Este estado suele ser hereditario entre el linaje masculino, ya que la cultura igbo es patrilineal. Se sabía que las mujeres en las culturas igbo desarrollaban jerarquías sociales paralelas a través de las cuales competían y colaboraban con su realeza masculina contraparte y las jerarquías gobernantes. Sin embargo, había una mujer Eze en la Nigeria colonial, Ahebi Ugbabe.

## Monarquía en Igbolandia
Los eruditos generalmente creen que las instituciones de la realeza igbo se desarrollaron a partir de tres fuentes. El primero es el sacerdocio indígena y antiguo, que tradicionalmente combinaba los deberes clericales y políticos de los líderes en las repúblicas de las aldeas. Los Ezes fueron reconocidos en Arochukwu, Awka, Nri-Igbo, Owere, Nsukka y Ngwa, el subgrupo Igbo más poblado. En Ngwa, Josaiah Ndubuisi Wachuku fue un Eze de linaje real ancestral. Enugu-Ezike, Ovoko e Iheakpu-Awka son el hogar de las comunidades Igbo-Eze. El Rey se conoce como Eze o Ezedike, según el linaje.
En segundo lugar, el vecino Imperio de Benín impuso ciertas convenciones al colonizar ciertas partes de Nigeria. Según un punto de vista opuesto, el Eze de Nri influyó en la constitución del estado del Oba de Benín. Los diferentes puntos de vista se centran particularmente en las comunidades de Asaba, Onitsha y Oguta. Según algunos estudiosos que argumentan en contra de lo que se conoce como la Tesis sobre el origen Afigbo y Omenka, los reyes igbo de estos lugares remontan las raíces históricas de su investidura inmediatamente al Oba de Benín. Suelen ser llamados Obi como título de honor real.
Se cree que la tercera fuente de la realeza igbo es el dominio colonial británico de Nigeria de los siglos XIX y XX. Bajo una política de gobierno indirecto, la administración colonial creó warrant chiefs ('jefes del orden'), seleccionando individuos reconocidos para servir como administradores, gobernantes, jueces y recaudadores de impuestos. Originarios de sus comunidades, los jefes militares solían ser seleccionados entre aquellos hombres que cooperaban más con la administración colonial. Por esta y una serie de otras razones, las poblaciones igbo a menudo se resintieron y, a veces, se resistieron abiertamente a la autoridad de los jefes judiciales. Un ejemplo de tal resistencia es la Guerra de Mujeres Igbo de 1929.
Después de la independencia de Nigeria el 1 de octubre de 1960, muchos de esos «jefes del orden» trataron de mantener su poder buscando reformular sus roles políticos. Aquellos con influencia política y riqueza recién descubierta compraron títulos honorarios similares al Eze. Clamaban estar entre los gobernantes tradicionales retenidos por el gobierno de la Nigeria independiente.